# Cantón de Jiménez
Jiménez es el cuarto cantón de la provincia de Cartago, Costa Rica.  Se encuentra al este de la ciudad de Cartago, en los límites del Valle de El Guarco. Su ciudad cabecera es Juan Viñas.
El cantón es esencialmente montañoso y despoblado, dominado por la gran cuenca hidrográfica del Río Reventazón-Parismina y sus afluentes. Su superficie es de 286,43 km². 
Al igual que su vecino cantón de Turrialba, se caracteriza por su fuerte producción de caña de azúcar.

## Toponimia
El nombre del cantón es un homenaje de don Jesús Jiménez Zamora, expresidente de la República, durante los períodos de 1863 a 1866 y de 1868 a 1870. Nació en Cartago el 18 de junio de 1823 y falleció en la misma ciudad el 12 de febrero de 1897.
El Congreso Constitucional lo declaró Benemérito de la Patria, por ley n.º 48 del 24 de julio de 1886.

## Historia
En la época precolombina el territorio que actualmente corresponde al cantón de Jiménez, estuvo habitado por indígenas del llamado Reino Huetar de Oriente, que eran dominios del cacique Guarco, quien murió antes o principio de la conquista, asumiendo el cacicazgo su hijo Correque.
El primer colono que llegó a la zona, proveniente de Cartago, en la primera mitad del siglo XIX, fue don Venancio Sandoval, quien tuvo la primera finca en el lugar, la cual llamó Naranjo. El señor Sandoval tuvo cultivos de café en su propiedad, cuyo producto llevaba a Cartago. Tiempo después vendió su finca a los señores Francisco María Iglesias y Saturnino Tinaco Llorente; quienes mejoraron el predio, lo ampliaron comprando otros terrenos baldíos vecinos, dedicándolos al cultivo de la caña de azúcar. Posteriormente llegaron a adquirir propiedades en la región, los señores Salvador Lara, Pepe Durán, Jaime Carranza, Oscar Rohmoser y más tarde don Federico Tinoco Iglesias.
El actual barrio El Naranjo, del distrito primero, fue donde originalmente se asentó una ranchería que se denominó El Naranjo, luego Juan Viñas; tuvo ese primer nombre por la abundancia de árboles de ese fruto que había en el sitio.
La primera ermita se construyó en 1866, financiada por los señores Francisco María Iglesias y Saturnino Tinoco, en finca de su propiedad. Durante el episcopado de Monseñor don Joaquín Anselmo Llorente y Lafuente, primer Obispo de Costa Rica, en el año de 1871, se erigió la parroquia, dedicada a Nuestra Señora del Carmen que actualmente es sufragánea del Vicariato Apostólico de Limón de la provincia Eclesiástica de Costa Rica.
La escuela se estableció en 1880, ubicada cerca del actual plantel municipal, en el segundo gobierno de don Tomás Guardia Gutiérrez; en 1939 se bautizó con el nombre de Escuela Cecilio Lindo Morales. El Liceo Juan Viñas, inició sus actividades docentes en el segundo gobierno de don José Figueres Ferrer.
En la administración de don Ascensión Esquivel Ibarra, el 19 de agosto de 1903, en ley n.º 84, se dispuso que la cabecera del nuevo cantón creado en esa oportunidad fuese la población de Juan Viñas. En ley n.º 20, sobre división territorial para efectos administrativos decretada el 18 de octubre de 1915, a Juan Viñas se le otorgó título de Villa. Posteriormente, el 15 de enero de 1969 en el gobierno de don José Joaquín Trejos Fernández, se promulgó la ley n.º 4312, que le confirió a la villa, la categoría de ciudad.
El 16 de septiembre de 1903 se llevó a cabo la primera sesión del Concejo de Jiménez, integrado por los regidores propietarios, señores Manuel Rivera Meneses, presidente; Jesús Aymerich y Evaristo Castillo. El secretario municipal fue don Filadelfo Fonseca Poveda y el jefe político don Domingo Aymerich.
El 21 de abril de 2022 se creó el cuarto distrito del Cantón, La Victoria, segregado del distrito de Juan Viñas.

### Cantonato
En ley n.º 84 de 19 de agosto de 1903, se creó el cantón de Jiménez, como cuarto de la provincia de Cartago, como cabecera se designó la población de Juan Viñas. En esa oportunidad no se fijaron los distritos de este nuevo cantón.
Jiménez procede del cantón de Paraíso, establecido este último en ley n.º 36 del 7 de diciembre de 1848.

## Ubicación
Los límites del cantón son:
- Norte: Alvarado y Turrialba
- Sur  y Este: Turrialba
- Oeste: Paraíso

## Geografía
Cantón de Jiménez cuenta con un área de 250,07 km² y una altitud media de 1062 m s. n. m.
La anchura máxima es de treinta y cuatro kilómetros, en dirección noroeste o sureste, desde la confluencia de los ríos Turrialba y Coliblanco hasta unos 500 metros al sur de la naciente de la quebrada Palmital afluente del río Palmita.

## División administrativa
Jiménez tiene 4 distritos:
1. Juan Viñas
2. Tucurrique
3. Pejivalle
4. La Victoria

## Demografía
Para el año 2022, Cantón de Jiménez cuenta con una población estimada de 18 710 habitantes, y para el último censo efectuado, en 2011, Cantón de Jiménez contaba con una población de 14 669 habitantes.
De acuerdo al censo nacional del 2011, la población del cantón era de 14 669 habitantes, de los cuales, el 2,4 % nació en el extranjero. El mismo censo destaca que había 4113 viviendas ocupadas, de las cuales, el 56,7 % se encontraba en buen estado y había problemas de hacinamiento en el 2,0% de las viviendas. El 52,6% de sus habitantes vivían en áreas urbanas. 
Entre otros datos, el nivel de alfabetismo del cantón es del 96,6%, con una escolaridad promedio de 6,6 años. 
El mismo censo detalla que la población económicamente activa se distribuye de la siguiente manera: 
- Sector Primario: 32,7%
- Sector Secundario: 16,4%
- Sector Terciario: 50,9%

## Turismo
Algunas de las  principales atracciones turísticas de Jiménez son:
- Refugio de Vida Silvestre La Marta: reserva natural creada en 1993.  Se ubica en el distrito de Pejivalle, en las estribaciones de la  Cordillera de Talamanca, entre los afluentes de los ríos La Marta, Gato y Atirro, y la Reserva Forestal de Río Macho; es a su vez parte del Parque Internacional La Amistad considerada por la UNESCO Patrimonio de la Humanidad.

- Hacienda Juan Viñas: finca cafetalera y cañera de principios del siglo XX. Recientemente, se pueden apreciar sus cultivos de macadamia.